# 277e division d'infanterie
Pour les articles homonymes, voir 277e division.
La 277e division d'infanterie (en allemand : 277. Infanterie-Division ou 277. ID) est une des divisions d'infanterie de l'armée allemande (Wehrmacht) durant la Seconde Guerre mondiale.

## Création
La 277e division d'infanterie est formée le 22 mai 1940 à Stuttgart dans le Wehrkreis V en tant qu'élément de la 10. Welle (10e vague de mobilisation).
Toutefois, sa formation est terminée le 22 juillet 1940 après l'armistice avec la France.
Plus tard, la 277e division d'infanterie est reformée le 17 novembre 1943 en Croatie en tant qu'élément de la 22. Welle (22e vague de mobilisation) avec l'état-major, les transmissions et les services de soutien de la 262. Infanterie-Division dissoute.
La 277e fait partie des « divisions 270 » levées à la fin de 1943 pour renforcer l’occupation de la France à la suite de la suppression de la zone libre. Les « 270 » sont globalement constituées de vétérans allemands et d'enrôlés russes et polonais (Osten Truppen). À peine formée, elle est envoyée début 1944 dans le sud-ouest de la France dans la région de Bayonne où elle est chargée de tâches d'occupations, de sécurité et de défenses côtières.
Elle est transférée en juillet 1944 sur la Normandie combattre les forces alliées où elle est encerclée et détruite en août 1944 dans la poche de Falaise.
Le 4 septembre 1944, les éléments rescapés forment le 277. Volksgrenadier-Division (de).

## Organisation

### Commandants
| Date                            | Grade                         | Commandant            |
| ------------------------------- | ----------------------------- | --------------------- |
| 15 juin 1940 - 22 juillet 1940  | Generalleutnant               | Karl Graf             |
| Reformation                     |                               |                       |
| 10 décembre 1943 - 5 avril 1944 | Generalleutnant               | Helmuth Huffmann (en) |
| 5 avril 1944 - 10 août 1944     | General der Nachrichtentruppe | Albert Praun (en)     |

### Officiers d'opérations (Generalstabsoffiziere (Ia))
| Date                             | Grade               | Commandant                    |
| -------------------------------- | ------------------- | ----------------------------- |
| 22 mai 1940 - 22 juillet 1940    | ?                   | ?                             |
| Reformation                      |                     |                               |
| 10 janvier 1944 - 3 juillet 1944 | Oberstleutnant i.G. | Horst Freiherr von Wangenheim |
| 3 juillet 1944 - ? 1944          | Major i.G.          | Karl-Heinrich Kratochwila     |

## Théâtres d'opérations
- Allemagne : juin 1940 - octobre 1940
- France : décembre 1943 - août 1944

## Ordres de bataille
1940
- Infanterie-Regiment 553
- Infanterie-Regiment 554
- Infanterie-Regiment 555
- Artillerie-Abteilung 277
- Divisionseinheiten 277

1944
- Grenadier-Regiment 989
- Grenadier-Regiment 990
- Grenadier-Regiment 991
- Füsilier-Bataillon 277
- Artillerie-Regiment 277
  - I. Abteilung
  - II. Abteilung
  - III. Abteilung
  - IV. Abteilung
- Pionier-Bataillon 277
- Panzerjäger-Kompanie 277
- Nachrichten-Abteilung 277
- Feldersatz-Bataillon 277
- Versorgungseinheiten 277